# Alex Newell
Alex Eugene Newell (ur. 20 sierpnia 1992 w Lynn w stanie Massachusetts) − amerykański aktor i wokalista, znany z roli Unique Adams w serialu telewizyjnym Glee.

## Życiorys
Wychowany przez samotną matkę, jako sześciolatek stracił ojca, który zmarł na raka. W 2012 ukończył Bishop Fenwick High School, liceum w Peabody, gdzie angażował się w pracę z członkami teatru improwizowanego oraz szkolnego chóru. Jesienią tego roku został przyjęty do Berklee College of Music. Studiów nie podjął; został bowiem członkiem obsady serialu telewizji Fox Glee i przeprowadził się do Los Angeles. Rolę Unique Adams, transpłciowej licealistki, wygrał na łamach programu telewizyjnego The Glee Project. W październiku 2013 Newell podpisał kontrakty z dwiema wytwórniami muzycznymi: Atlantic Records oraz Deep Well Records. Jego debiutancki singel, cover utworu Sigmy "Nobody to Love", wydano w czerwcu 2014. Newell jest gejem

## Filmografia
- 2011−2012: The Glee Project jako on sam
- 2012−2015: Glee jako Unique Adams
- 2012: Home & Family jako on sam/gość
- 2013: Platypus the Musical jako Tatiana
- 2013: Mean Gurlz jako Damien
- 2013: Klub Geograficzny jako Ike
- 2013: Teens Wanna Know jako on sam/gość
- 2014: Membership Has Its Privileges: Making Geography Club jako on sam
- 2015: Resident Advisors jako Morgan
- 2016: AthenaGirls (aka Super Novas) jako Brie Tonika
- 2016: Imaginary Friend jako Sam

## Dyskografia
Wydania EP
- 2016: POWER

| Single - "Nobody to Love" (2014) - "Show Me Love" (2015) (wraz z Matveyem Emersonem) - "O Come All Ye Faithful" (2015) - "This Ain’t Over" (2016) - "Basically Over You (B.O.Y.)" (2016) - "Kill the Lights" (2016) (wraz z DJ Cassidym, Jess Glynne i Nilem Rodgersem) | Single z gościnnym udziałem - "Stronger" (2015) (Clean Bandit feat. Alex Newell & Sean Bass) - "All Cried Out" (2015) (Blonde feat. Alex Newell) - "Collect My Love" (2015) (The Knocks feat. Alex Newell) - "Hands" (2016) (różni wykonawcy) |

## Nagrody i wyróżnienia
- 2013, Screen Actors Guild Awards:
  - nominacja do nagrody w kategorii zespół aktorski – serial komediowy (za serial Glee; inni nominowani: Dianna Agron, Chris Colfer, Darren Criss, Samuel Larsen, Vanessa Lengies, Jane Lynch, Jayma Mays, Kevin McHale, Lea Michele, Cory Monteith, Heather Morris, Matthew Morrison, Chord Overstreet, Amber Riley, Naya Rivera, Mark Salling, Harry Shum Jr., Jenna Ushkowitz)
- 2014, ShoWest Convention, USA:
  - nominacja do nagrody ShoWest w kategorii zespół aktorski (za film Geography Club; inni nominowani: Cameron Deane Stewart, Justin Deeley, Meaghan Martin, Allie Gonino, Ally Maki, Nikki Blonsky, Scott Bakula, Marin Hinkle, Ana Gasteyer)
- 2015, GLAAD Media Awards:
  - specjalne wyróżnienie przyznane przez organizację Gay & Lesbian Alliance Against Defamation[3]